# Imamzade Pandsche Schah
Das Imamzade Pandsche Schah (persisch امامزاده پنجه شاه Emamsade Pandsche Schah, [ɛmɑmzɑdɛ pænd͡ʒɛ ʃɑh]) ist ein Imamzade in der iranischen Stadt Kaschan. Das Imamzade ist ein heiliger Platz seit den frühen islamischen Jahrhunderten. Es war auch eines der sichersten Heiligtümer in der Vergangenheit und wenn ein Verbrecher dort Zuflucht suchte, wagte niemand ihn mit Gewalt herauszubringen. Das Imamzade Pandsche Schah stammt aus der Seldschuken-Ära, aber seine inneren Dekorationen gehören meistens zur Kadscharen-Ära. Dieser Bau ist wahrscheinlich die Grabstätte des Sohnes von Mūsā ibn Dschaʿfar al-Kāzim. Es hat eine kegelförmige Kuppel, einen Hof, einen Iwan, mehrere Portiken und ein großes Holzgrabmal.
Es gibt ein Minarett neben dem nördlichen Eingang des Hofes. Der kleine Eingang des Grabmals hat eine Marmorinschrift. Auf der Inschrift ist eine Ode zum Lob des begrabenen Imamzades zu lesen.
Im Bau gibt es auch andere antike Gräber. Zwei von denen sind an den beiden Seiten des nördlichen Portikus. Man sagt, dass eines der Gräber das Grab der Tochter Malik al-Aschtars, Safie Chatun, sei.